# Est

O busolă: litera "E" reprezintă direcția "est"

Estul (răsăritul, orientul) este una dintre cele patru direcții cardinale. Direcția est-vest este perpendiculară pe direcția nord-sud, iar estul se află în dreapta unui observator orientat spre nord.
Estul este direcția de la care soarele răsare la echinocțiu, și reprezintă deci sensul de rotație a Pământului în jurul propriei axe. În general, rachetele spațiale se lansează către est, pentru a profita de energia cinetică pe care o are deja orice corp de pe suprafața pământului din cauza rotației acestuia.
Deplasarea permanentă pe suprafața pământului in direcția est descrie un cerc de latitudine constantă.

## Folosire
De obicei partea din dreapta a hărților reprezintă marginea estică a zonei reprezentate. În Evul Mediu estul era așezat in partea de sus a hărții, pentru simplul motiv că era locul de unde răsărea soarele și presupusa direcție către paradis. 
Prin convenție, estul se află la 90 de grade față de nord (unghiul față de nord al unei direcții oarecare, luat în sens invers trigonometric, se numește azimut).

## Etimologie
Cuvântul „est” își are originea în cuvântul din proto-europeană (vedeți și: limbile indo-europene) care desemna dimineața, și se regăsește și în limbile franceză (est) și italiană. 